# Polizeikommando der Islamischen Republik Iran
Das Polizeikommando der Islamischen Republik Iran (Abkürzung der persischen Bezeichnung: FARAJA (فراجا)) ist das polizeiliche Sicherheitsorgan der Islamischen Republik Iran. Diese früher als Ordnungskräfte der Islamischen Republik Iran (NAJA; englisch Law Enforcement Force of the Islamic Republic of Iran) bekannte Organisation entstand Anfang 1992 durch die Zusammenlegung  der Polizei, Gendarmerie sowie des Islamischen Revolutionskomitees.

## Geschichte
Die Geschichte der iranischen Polizei lässt sich bis ins Jahr 1910 zurückverfolgen. Die staatliche persische Gendarmerie war die erste moderne Polizei in Iran und vornehmlich für den ländlichen Raum zuständig. In den Städten etablierte sich die Polizei. In der Regierungszeit von Mohammad Reza Pahlavi kam 1952 der Inlandsnachrichtendienst SAVAK hinzu.

## Organisation
Die Ordnungskräfte der Islamischen Republik Iran gliedern sich in folgende Unterorganisationen, die jeweils mit speziellen Aufgaben betraut wurden.17 % des iranischen Polizeipersonals sind Frauen.

### Untergeordnete Behörden
- Verkehrspolizei; gegründet: 1991.
- Inlandsnachrichtendienst.
- Internet-Polizei / Cyber-Polizei; gegründet: 2011.
- Kriminalpolizei; gegründet: 1991.
- Kriminalprävention; gegründet: 2005.
- Grenzschutz.
- Einwanderungsbehörde und Passbehörde, zuständig für Einwanderung und die Ausstellung von Pässen für iranische Bürger.
- Anti-Drogen-Polizei, ist eine Einheit zur Bekämpfung von Verstößen gegen das Betäubungsmittelgesetz.
- Zentraler Polizeinotruf 110.
- Diplomatenpolizei, zuständig für den Schutz von diplomatischen Vertretungen.
- Wehrerfassung und Wehrüberwachung.
- Internationale Polizei als nationale Kontaktstelle für Interpol.
- Amt für Soziales.
- Islamische Religionspolizei

### Spezialeinheiten
Die Ordnungskräfte der Islamischen Republik Iran verfügen über folgende Spezialeinheiten und Sondereinheiten:
- Anti-Terror-Einheit.
- Polizeihunde-Staffel.
- Berittene Polizei ASVARAN.
- Polizeiflugstaffel.
- Abteilung Kulturerbe und Denkmalpflege.
- Abteilung für Umweltschutz.

### Forschung und Ausbildung
- Amin Polizei-Universität.
- Zentrum für strategische Studien.

### Sonstige Einrichtungen und verbundene Organisationen
- NAJA Wohltätigkeitsstiftung: eine staatliche Bonyad.
- Ghavamin Bank.
- PAS Kultur und Sport Club.

## Abgrenzung
Abgegrenzt zu den anderen Ordnungskräften agiert die eigenständige Islamische Religionspolizei namens Polizei zur Sicherung der Moral, der früheren Patrouille zur Belehrung unter Leitung von Brigadegeneral Ahmad Rouzbehani.